# Хайнсбург
Хайнсбург (нем. Haynsburg) — коммуна в Германии, в земле Саксония-Анхальт. 
Входит в состав района Бургенланд. Подчиняется управлению Дройсигер-Цайтцер Форст.  Население составляет 547 человек (на 31 декабря 2006 года). Занимает площадь 7,97 км². Официальный код  —  15 2 56 037.